# Museu d'Art Abstracte Espanyol

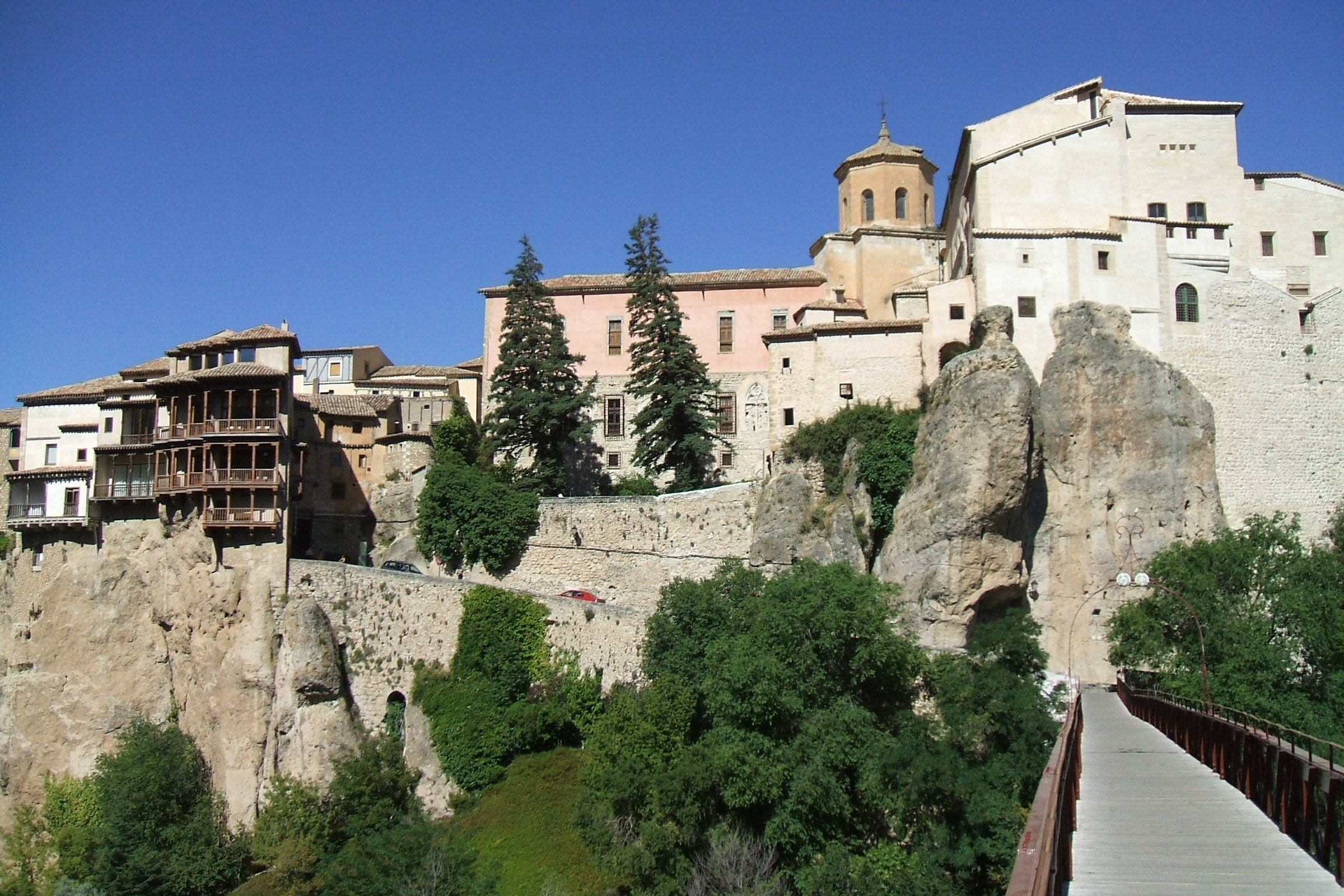
Panoràmica sobre el pont de Sant Pau on es veu la seu del museu, a l'esquerra.

El Museo de Arte Abstracto Español és un dels dos museus importants d'art contemporani localitzats a la ciutat de Conca, junt amb el Centre d'Art Contemporani Fundación Antonio Pérez. El Museu d'Art Abstracte Espanyol està regentat avui per la Fundació Juan March.

## Història
En 1961 Fernando Zóbel va començar a buscar la ubicació adequada per a un museu d'art abstracte, i al juny de 1963 el seu amic, l'artista local Gustavo Torner li va suggerir per a això l'emplaçament de les Cases Penjades de Conca, on efectivament es va obrir al públic el Museu d'Art Abstracte Espanyol l'1 de juliol de 1966; la propietat de l'edifici és de l'Ajuntament de Conca, que ho va llogar per un import simbòlic. Es fa necessària una restauració de l'edifici, la qual és duta a terme pels arquitectes municipals Fernando Barja i Francisco León Meler.
Va ser també fonamental la col·laboració de l'artista Gerardo Rueda, que va passar a ser conservador de l'entitat, copresidida per Zóbel i Torner. Inicialment s'exposaven una dotzena d'escultures i un centenar de quadres que Fernando Zóbel havia anat reunint amb anterioritat, si bé no s'exposaven sinó una mica menys de la meitat, amb la intenció d'aplicar sempre una lenta rotació dels fons. La selecció de les obres no va ser realitzada a l'atzar, sinó buscant la qualitat i no la quantitat i sense pretendre formar una representació exhaustiva d'artistes abstractes espanyols. «La selecció s'ha realitzat moltes vegades —declarava el seu creador— amb el consell i l'ajuda de l'autor; i per evitar el pes de falsos compromisos, el Museu s'ha oposat sempre a rebre regal d'obres».
En 1978 es va procedir a una ampliació (dirigida per Fernando Barja, un dels arquitectes que va fer la reforma inicial de l'edifici), amb el que el 28 de novembre d'aquest any es produeix la reinauguració del Museu. Dos anys després, en 1980, se li va concedir la Medalla d'Or al mèrit en les Belles arts, que concedeix el Ministeri de Cultura d'Espanya. Aquest mateix any la Fundación Juan March es va fer càrrec dels fons i la seva gestió, per donació de Fernando Zóbel, qui també va lliurar més de 3.500 llibres especialitzats. L'actual gestora, la Fundació Juan March, ha continuat ampliant els fons, de manera que ara són més d'1.500 les obres que pertanyen als fons del Museu, de les quals 515 són pintures o escultures. Des de 1994, i com a resultat d'una sèrie de millores i ampliacions, el Museu compta amb una sala específica per a exposicions temporals.
Després d'haver estat objecte de diverses ampliacions i millores, des de 1994 el Museu compta amb una nova sala per a mostres temporals que complementen l'exposició permanent del Museu. Des que la Fundació Juan March es va fer càrrec d'aquest, una mitjana anual de 40.000 persones ho visiten.